# Grand Prix Emilia Romagna 2022
Grand Prix Emilia Romagna 2022 (oficiálně Formula 1 Rolex Gran Premio del Made in Italy e dell'Emilia-Romagna 2022) se jela na okruhu Autodromo Enzo e Dino Ferrari v Imole v Itálii dne 24. dubna 2022. Závod byl čtvrtým v pořadí v sezóně 2022 šampionátu Formule 1.
Šlo o první závodní víkend roku 2022, kde byl použit sprintový formát.

## Pneumatiky
Pirelli pro tento závod dodal pneumatiky s označením C2, C3 a C4 (hard, medium a soft).

## Tréninky
Před kvalifikací se konal první trénink, jenž začal v pátek 22. dubna ve 13:30 místního času. Trénink musel být dvakrát zastaven červenou vlajkou kvůli špatnému počasí. V prvním tréninku byl nejrychlejší Charles Leclerc. Druhý trénink se konal v sobotu 23. dubna ve 12:30 místního času. Ve druhém tréninku byl nejrychlejší George Russell.

## Kvalifikace
Kvalifikace začala v pátek 22. dubna v 17:00 místního času a její naplánovaná délka byla jedna hodina, avšak kvůli rekordním pěti červeným vlajkám byla kvalifikace prodloužena. První červená vlajka přišla v první části kvalifikace po požáru brzd Williamsu Alexandera Albona. Druhá červená vlajka přišla ve druhé části kvalifikace kvůli kolizi Carlose Sainze Jr. v zatáčce Rivazza. Poslední tři červené vlajky přišly ve třetí části kvalifikace, a to po roztočení Kevina Magnussena, zastavení Valtteriho Bottase vedle trati a roztočení Landa Norrise. Poslední červená vlajka ukončila kvalifikaci předčasně kvůli nedostatku času na zajetí dalšího kola. Pole position získal Max Verstappen na Red Bullu, druhý skončil Leclerc a třetí Norris.
| Poř.                        | No. | Jezdec           | Konstruktér                  | Časy v kvalifikaci | Časy v kvalifikaci | Časy v kvalifikaci | Pořadí na startu sprintu |
| Poř.                        | No. | Jezdec           | Konstruktér                  | Q1                 | Q2                 | Q3                 | Pořadí na startu sprintu |
| --------------------------- | --- | ---------------- | ---------------------------- | ------------------ | ------------------ | ------------------ | ------------------------ |
| 1                           | 1   | Max Verstappen   | Red Bull Racing-RBPT         | 1:19.295           | 1:18.793           | 1:27.999           | 1                        |
| 2                           | 16  | Charles Leclerc  | Ferrari                      | 1:18.796           | 1:19.584           | 1:28.778           | 2                        |
| 3                           | 4   | Lando Norris     | McLaren-Mercedes             | 1:20.168           | 1:19.294           | 1:29.131           | 3                        |
| 4                           | 20  | Kevin Magnussen  | Haas-Ferrari                 | 1:20.147           | 1:19.902           | 1:29.164           | 4                        |
| 5                           | 14  | Fernando Alonso  | Alpine-Renault               | 1:20.198           | 1:19.595           | 1:29.202           | 5                        |
| 6                           | 3   | Daniel Ricciardo | McLaren-Mercedes             | 1:19.980           | 1:20.031           | 1:29.742           | 6                        |
| 7                           | 11  | Sergio Pérez     | Red Bull Racing-RBPT         | 1:19.773           | 1:19.296           | 1:29.808           | 7                        |
| 8                           | 77  | Valtteri Bottas  | Alfa Romeo-Ferrari           | 1:20.419           | 1:20.192           | 1:30.439           | 8                        |
| 9                           | 5   | Sebastian Vettel | Aston Martin Aramco-Mercedes | 1:20.364           | 1:19.957           | 1:31.062           | 9                        |
| 10                          | 55  | Carlos Sainz Jr. | Ferrari                      | 1:19.305           | 1:18.990           | Bez času           | 10                       |
| 11                          | 63  | George Russell   | Mercedes                     | 1:20.383           | 1:20.757           |                    | 11                       |
| 12                          | 47  | Mick Schumacher  | Haas-Ferrari                 | 1:20.422           | 1:20.916           |                    | 12                       |
| 13                          | 44  | Lewis Hamilton   | Mercedes                     | 1:20.470           | 1:21.138           |                    | 13                       |
| 14                          | 24  | Čou Kuan-jü      | Alfa Romeo-Ferrari           | 1:19.730           | 1:21.434           |                    | 14                       |
| 15                          | 18  | Lance Stroll     | Aston Martin Aramco-Mercedes | 1:20.342           | 1:28.119           |                    | 15                       |
| 16                          | 22  | Júki Cunoda      | AlphaTauri-RBPT              | 1:20.474           |                    |                    | 16                       |
| 17                          | 10  | Pierre Gasly     | AlphaTauri-RBPT              | 1:20.732           |                    |                    | 17                       |
| 18                          | 6   | Nicholas Latifi  | Williams-Mercedes            | 1:21.971           |                    |                    | 18                       |
| 19                          | 31  | Esteban Ocon     | Alpine-Renault               | 1:22.338           |                    |                    | 19                       |
| 107 % času vítěze: 1:24.311 |     |                  |                              |                    |                    |                    |                          |
| —                           | 23  | Alexander Albon  | Williams-Mercedes            | Bez času           |                    |                    | 20                       |
| Zdroj:                      |     |                  |                              |                    |                    |                    |                          |

Poznámky
1. ↑  Alexander Albon nezaznamenal čas, kterým by se kvalifikoval ve 107 % času vítěze. Start mu byl povolen sportovními komisaři.

## Sprint
Pro tento rok byla představena nová pravidla pro sprintové závody, bylo změněné bodování a udělení pole position. Sprint se jede na třetinovou vzdálenost oproti běžnému závodu.
Pole position získáva ten, který zajede nejrychlejší čas v páteční kvalifikaci, nehledě na to, kolikátý dokončí sprint. Ve sprintu se tedy určuje pouze pořadí zbytku startovního pole.
| Umístění | 2021 | 2022 |
| -------- | ---- | ---- |
| 1.       | 3 b. | 8 b. |
| 2.       | 2 b. | 7 b. |
| 3.       | 1 b. | 6 b. |
| 4.       |      | 5 b. |
| 5.       |      | 4 b. |
| 6.       |      | 3 b. |
| 7.       |      | 2 b. |
| 8.       |      | 1 b. |

Sprint začal v sobotu 23. dubna v 16:30 místního času. Verstappen pokazil start a Leclerc se ujal vedení, v prvním kole se srazili Pierre Gasly a Čou Kuan-jü. Čou musel odstoupit a Gasly opravit svůj vůz v boxech. Sprint vyhrál z pole position Verstappen, druhý dojel Leclerc a třetí Sergio Pérez.
| Poř.                                                                         | No. | Jezdec           | Konstruktér                  | Počet kol | Čas/Odstoupení | Pořadí na startu | Body | Konečné pořadí |
| ---------------------------------------------------------------------------- | --- | ---------------- | ---------------------------- | --------- | -------------- | ---------------- | ---- | -------------- |
| 1                                                                            | 1   | Max Verstappen   | Red Bull Racing-RBPT         | 21        | 30:39.567      | 1                | 8    | 1              |
| 2                                                                            | 16  | Charles Leclerc  | Ferrari                      | 21        | +2.975         | 2                | 7    | 2              |
| 3                                                                            | 11  | Sergio Pérez     | Red Bull Racing-RBPT         | 21        | +4.721         | 7                | 6    | 3              |
| 4                                                                            | 55  | Carlos Sainz Jr. | Ferrari                      | 21        | +17.578        | 10               | 5    | 4              |
| 5                                                                            | 4   | Lando Norris     | McLaren-Mercedes             | 21        | +24.561        | 3                | 4    | 5              |
| 6                                                                            | 3   | Daniel Ricciardo | McLaren-Mercedes             | 21        | +27.740        | 6                | 3    | 6              |
| 7                                                                            | 77  | Valtteri Bottas  | Alfa Romeo-Ferrari           | 21        | +28.133        | 8                | 2    | 7              |
| 8                                                                            | 20  | Kevin Magnussen  | Haas-Ferrari                 | 21        | +30.712        | 4                | 1    | 8              |
| 9                                                                            | 14  | Fernando Alonso  | Alpine-Renault               | 21        | +32.278        | 5                |      | 9              |
| 10                                                                           | 47  | Mick Schumacher  | Haas-Ferrari                 | 21        | +33.773        | 12               |      | 10             |
| 11                                                                           | 63  | George Russell   | Mercedes                     | 21        | +36.284        | 11               |      | 11             |
| 12                                                                           | 22  | Júki Cunoda      | AlphaTauri-RBPT              | 21        | +38.298        | 16               |      | 12             |
| 13                                                                           | 5   | Sebastian Vettel | Aston Martin Aramco-Mercedes | 21        | +40.177        | 9                |      | 13             |
| 14                                                                           | 44  | Lewis Hamilton   | Mercedes                     | 21        | +41.459        | 13               |      | 14             |
| 15                                                                           | 18  | Lance Stroll     | Aston Martin Aramco-Mercedes | 21        | +42.910        | 15               |      | 15             |
| 16                                                                           | 31  | Esteban Ocon     | Alpine-Renault               | 21        | +43.517        | 19               |      | 16             |
| 17                                                                           | 10  | Pierre Gasly     | AlphaTauri-RBPT              | 21        | +43.794        | 17               |      | 17             |
| 18                                                                           | 23  | Alexander Albon  | Williams-Mercedes            | 21        | +48.871        | 20               |      | 18             |
| 19                                                                           | 6   | Nicholas Latifi  | Williams-Mercedes            | 21        | +52.017        | 18               |      | 19             |
| Ret                                                                          | 24  | Čou Kuan-jü      | Alfa Romeo-Ferrari           | 0         | Kolize         | 14               |      | PL             |
| Nejrychlejší kolo: Sergio Pérez (Red Bull Racing-RBPT) – 1:19.012 (14. kolo) |     |                  |                              |           |                |                  |      |                |
| Zdroj:                                                                       |     |                  |                              |           |                |                  |      |                |

Poznámky
1. ↑  Čou Kuan-jü bude muset v nedělním závodě startovat z boxové uličky, protože jeho vůz byl upraven v podmínkách Parc Fermé kvůli kolizi s Pierrem Gaslym.

## Závod
| Poř.                                                                           | No. | Jezdec           | Konstruktér                  | Počet kol | Čas/Odstoupení    | Pořadí na startu | Body |
| ------------------------------------------------------------------------------ | --- | ---------------- | ---------------------------- | --------- | ----------------- | ---------------- | ---- |
| 1                                                                              | 1   | Max Verstappen   | Red Bull Racing-RBPT         | 63        | 1:32:07.986       | 1                | 26   |
| 2                                                                              | 11  | Sergio Pérez     | Red Bull Racing-RBPT         | 63        | +16.527           | 3                | 18   |
| 3                                                                              | 4   | Lando Norris     | McLaren-Mercedes             | 63        | +34.834           | 5                | 15   |
| 4                                                                              | 63  | George Russell   | Mercedes                     | 63        | +42.506           | 11               | 12   |
| 5                                                                              | 77  | Valtteri Bottas  | Alfa Romeo-Ferrari           | 63        | +43.181           | 7                | 10   |
| 6                                                                              | 16  | Charles Leclerc  | Ferrari                      | 63        | +56.072           | 2                | 8    |
| 7                                                                              | 22  | Júki Cunoda      | AlphaTauri-RBPT              | 63        | +1:01.110         | 12               | 6    |
| 8                                                                              | 5   | Sebastian Vettel | Aston Martin-Aramco-Mercedes | 63        | +1:10.892         | 13               | 4    |
| 9                                                                              | 20  | Kevin Magnussen  | Haas-Ferrari                 | 63        | +1:15.260         | 8                | 2    |
| 10                                                                             | 18  | Lance Stroll     | Aston Martin-Aramco-Mercedes | 62        | +1 kolo           | 15               | 1    |
| 11                                                                             | 23  | Alexander Albon  | Williams-Mercedes            | 62        | +1 kolo           | 18               |      |
| 12                                                                             | 10  | Pierre Gasly     | AlphaTauri-RBPT              | 62        | +1 kolo           | 17               |      |
| 13                                                                             | 44  | Lewis Hamilton   | Mercedes                     | 62        | +1 kolo           | 14               |      |
| 14                                                                             | 31  | Esteban Ocon     | Alpine-Renault               | 62        | +1 kolo           | 16               |      |
| 15                                                                             | 24  | Čou Kuan-jü      | Alfa Romeo-Ferrari           | 62        | +1 kolo           | PL               |      |
| 16                                                                             | 6   | Nicholas Latifi  | Williams-Mercedes            | 62        | +1 kolo           | 19               |      |
| 17                                                                             | 47  | Mick Schumacher  | Haas-Ferrari                 | 62        | +1 kolo           | 10               |      |
| 18                                                                             | 3   | Daniel Ricciardo | McLaren-Mercedes             | 62        | +1 kolo           | 6                |      |
| Ret                                                                            | 14  | Fernando Alonso  | Alpine-Renault               | 6         | Následky nehody   | 9                |      |
| Ret                                                                            | 55  | Carlos Sainz Jr. | Ferrari                      | 0         | Zapadl do kačírku | 4                |      |
| Nejrychlejší kolo: Max Verstappen (Red Bull Racing-RBPT) – 1:18.446 (55. kolo) |     |                  |                              |           |                   |                  |      |
| Zdroj:                                                                         |     |                  |                              |           |                   |                  |      |

Poznámky
1. ↑  Max Verstappen získal jeden bod za zajetí nejrychlejšího kola.
2. ↑  Esteban Ocon obdržel penalizaci 5 sekund, který mu byl přičten k času v cíli, za nebezpečné opuštění boxového stání během výměny pneumatik.

## Průběžné pořadí po závodě
|        | Pořadí | Jezdec           | Body |
| ------ | ------ | ---------------- | ---- |
|        | 1      | Charles Leclerc  | 86   |
| 4      | 2      | Max Verstappen   | 59   |
| 1      | 3      | Sergio Pérez     | 54   |
| 2      | 4      | George Russell   | 49   |
| 2      | 5      | Carlos Sainz Jr. | 38   |
| Zdroj: |        |                  |      |

|        | Pořadí | Konstruktér        | Body |
| ------ | ------ | ------------------ | ---- |
|        | 1      | Ferrari            | 124  |
| 1      | 2      | Red Bull-RBPT      | 113  |
| 1      | 3      | Mercedes           | 77   |
|        | 4      | McLaren-Mercedes   | 46   |
| 1      | 5      | Alfa Romeo-Ferrari | 25   |
| Zdroj: |        |                    |      |